# 대한민국학술원상
대한민국학술원상은 대한민국학술원에서 여러 학문 분야의 대한민국 국적 연구자중 분야별로 훌륭한 업적을 낸 학자에게 주는 상이다.

## 역대 수상자

### 1955–1985
| 연도   | 공로상                      | 저작상                      | 인문학 |
| ------ | --------------------------- | --------------------------- | ------ |
| 1955년 | 최현배 윤일선               | –                           | 정문기 |
| 1956년 | 이병도 양주동               | 정태현                      | –      |
| 1957년 | 이희승                      | –                           | –      |
| 1958년 | –                           | –                           | –      |
| 1959년 | 현신규 박동길 유진오 정인승 | –                           | –      |
| 1960년 | 이종륜 이태규 이병기        | 조복성 박종홍               | –      |
| 1961년 | 조백현 김명선 김계숙        | 김순경                      | –      |
| 1962년 | 최호진 김상기 김윤경        | 진병호 김철수               | –      |
| 1963년 | 김호식 신석호 조윤제        | 이광수 강영선               | –      |
| 1964년 | 박승만 윤일중 김두헌 조의설 | 김철 이숭녕                 | –      |
| 1965년 | 이제구 이민재 김재원        | 조순탁                      | –      |
| 1966년 | 유홍열 정광현               | 김두종                      | –      |
| 1967년 | 손치무 박철재 이상은        | –                           | –      |
| 1968년 | 기용숙 신기석               | –                           | –      |
| 1969년 | 이희준 채예석 안동혁 박원선 | 고승제                      | –      |
| 1970년 | 김동일                      | –                           | –      |
| 1971년 | –                           | 한구동 조기준 고형곤        | –      |
| 1972년 | 한심석 김효록 김동화        | 김옥준                      | –      |
| 1973년 | 전풍진 최재희               | 이춘녕 우인근 심재완        | –      |
| 1974년 | –                           | 고병익 김형규               | –      |
| 1975년 | 박정기                      | 이문호 김준섭               | –      |
| 1976년 | –                           | 김수진 차상원               | –      |
| 1977년 | 김종사                      | 김창환 최태영               | –      |
| 1978년 | 나세진                      | 김재근 정창희 김준보        | –      |
| 1979년 | 최형섭 김삼순 한우근 손우성 | 서병설                      | –      |
| 1980년 | 전해종                      | –                           | –      |
| 1981년 | 김원용                      | 김준민 김붕구               | –      |
| 1982년 | 심종섭 이상구 오천석        | 권이혁 박봉열 이기백        | –      |
| 1983년 | 박하욱 남흥우               | 백운하 이우주 김철준 김병철 | –      |
| 1984년 | 이희봉 권녕대               | 윤동석 이광인 차주환 이상섭 | –      |
| 1985년 | 이균상                      | 이두현 주진순               | –      |

### 1986–1998
| 연도   | 자연응용과학  | 인문과학      | 자연기초과학  | 사회과학 | 자연과학             |
| ------ | ------------- | ------------- | ------------- | -------- | -------------------- |
| 1986년 | –             | 차하순        | –             | 이만갑   | –                    |
| 1987년 | 임한종 윤장섭 | 김용숙 김태길 | 최규원        | –        | –                    |
| 1988년 | 김진수        | 민두기 김규영 | 김훈수        | 김옥근   | –                    |
| 1989년 | 문국진        | 임석재        | 김봉균        | 박춘호   | –                    |
| 1990년 | 이만영 심봉섭 | –             | 이태녕        | 민성기   | –                    |
| 1991년 | 오봉국        | 김종철        | 이상만        | 민성기   | –                    |
| 1992년 | 지제근        | –             | 주충노 심정섭 | –        | –                    |
| 1993년 | 김상주 윤탁구 | 이기문        | 윤능민        | –        | –                    |
| 1994년 | –             | 정규복        | 박세희        | 임원택   | –                    |
| 1995년 | 박용휘        | 서정수        | 최삼권        | –        | –                    |
| 1996년 | 강일구        | 진홍섭 남광우 | 소칠섭        | –        | –                    |
| 1997년 | 권욱현 조장희 | 이돈희        | 양성길        | –        | –                    |
| 1998년 | –             | 한전숙        | –             | 신용하   | 김진복 박상대 이현구 |

### 1999–2007
| 연도   | 자연과학                    | 인문·사회과학 |
| ------ | --------------------------- | ------------- |
| 1999년 | 심상철 노만규               | 이성무 조긍호 |
| 2000년 | 김신홍 강현삼 강석호 조의환 | 조동일        |
| 2001년 | 박성회 이병기               | 박은정        |
| 2002년 | 노승탁 노현모 이용희        | 이기용 소광희 |
| 2003년 | 한민구 최형인               | 이경식        |
| 2004년 | 조성호 이후철 국양 (영어)   | –             |
| 2005년 | 이장무                      | 권병탁 이남인 |
| 2006년 | 오우택 박용안 김성철 제원호 | 이성진 임홍빈 |
| 2007년 | 최양도 정진하 황선근        | –             |

### 2008–현재
| 연도   | 자연과학응용  | 자연과학기초  | 인문학        | 사회과학      | 인문과학      | 인문·사회과학 |
| ------ | ------------- | ------------- | ------------- | ------------- | ------------- | ------------- |
| 2008년 | 김동규        | 윤경병        | 오금성 강신항 | –             | –             | –             |
| 2009년 | 조종수        | 남홍길 신성철 | 이한구        | –             | –             | –             |
| 2010년 | 이대길 홍순형 | 김경진 남창희 | –             | –             | –             | –             |
| 2011년 | 송진원 이길성 | 서세원        | 오생근        | –             | –             | –             |
| 2012년 | 김성훈 유정열 | 최준호 조민행 | –             | –             | –             | 허수열        |
| 2013년 | 한재용 최정연 | 이용일 최상돈 | –             | –             | 김종건        | –             |
| 2014년 | 이신두        | 박병욱 강병남 | 이경식 조남현 | 박충석        | –             | –             |
| 2015년 | 신창수 김세권 | 이융남        | 안휘준        | 이근 임혁백   | –             | –             |
| 2016년 | 이용환 이종무 | 강봉균 안순일 | 박삼옥 최병현 | –             | –             | –             |
| 2017년 | 강창율 이광복 | 우경식 이현우 | 박성종        | 김성국        | –             | –             |
| 2018년 | 최도일 안종현 | 이상열 금종해 | 이민행        | 김병연        | –             | –             |
| 2019년 | 윤경구        | 김지현 이필호 | –             | 이종은 김영환 | –             | –             |
| 2020년 | 채종일 권동일 | 이영조 백성희 | –             | 김문조 김광수 | 도수희 노명호 | –             |
| 2021년 | 오석배 이건우 | 황준묵 안경원 | –             | 이유재        | 박한제        | –             |